# Taddea Visconti
Pour les articles homonymes, voir Visconti.
Pour les autres membres de la famille, voir Famille Visconti.
Taddea Visconti (ou Thadée Visconti), née vers 1351 à Milan et morte le 28 septembre 1381 à Munich, est une aristocrate italienne, membre de la famille Visconti et fille de Barnabé Visconti, seigneur de Milan. Elle fut duchesse consort de Bavière en tant que première épouse du duc Étienne III et la mère d'Isabeau de Bavière, reine de France.

## Famille

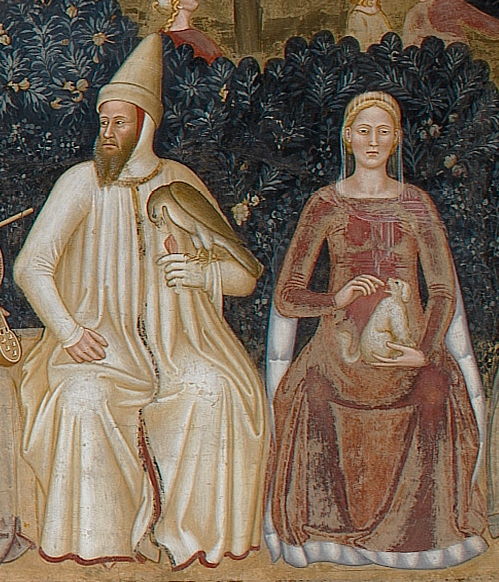
Barnabé Visconti et Béatrice, fresque d'Andrea di Bonaiuto (vers 1365).

Taddea est l'une des enfants de Barnabé Visconti (1323-1385), seigneur de Milan à partir de 1354, et de son épouse Béatrice Reine (v.1331-1384), elle-même fille de Mastino II della Scala, seigneur de Vérone. Elle est l'aînée de quinze frères et sœurs.
Impliqué dans des conflits incessants et recherchant une alliance avec des souverains germaniques, Barnabé Visconti négocie le mariage de quatre de ses enfants (dont celui de Taddea), avec des membres de la maison de Wittelsbach qui règne sur le duché de Bavière, l'un des plus riches et le plus puissants des États impériaux de cette époque ; une autre de ses filles, Viridis, est mariée à un membre de la maison de Habsbourg, le duc Léopold III.

## Mariage et descendance
Le 12 août 1365 à Milan, Taddea se fiance à Étienne III (v.1337-1413), fils aîné du duc Étienne II de Bavière. Le même jour, le frère cadet de Taddea, Marco Visconti, se fiance à la nièce d'Étienne III, Élisabeth qui avait à peine quatre ans, fille de son frère Frédéric de Bavière. En 1367, au terme de longues négociations, les Wittelsbach ont reçu la somme de 100 000 de florins à titre de dot et la fiancée est arrivée en Bavière où le mariage a lieu. L'argent qu'Étienne récupérait couvrait en grande partie le rachat de la ville gagée de Neubourg-sur-le-Danube.

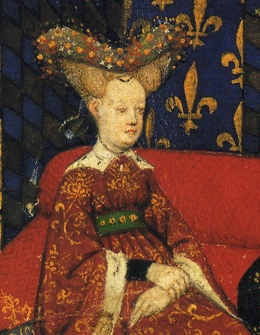
Isabeau de Bavière.

Trois enfants naissent de l'union de Taddea et d'Étienne : 
- un fils (né et mort en 1367) ;
- Louis VII (v.1368-1447), duc de Bavière, épouse Anne de Bourbon, puis Catherine d'Alençon ;
- Élisabeth, dite Isabeau (v.1371-1435), mariée en 1385 à Charles VI, roi de France.

Étienne III soutient son beau-père Barnabé Visconti dans son conflit avec le pape Urbain V et l'empereur Charles IV. Il succéda à son père comme duc de Bavière en 1375 régnant conjointement avec ses frères, Frédéric (marié en 1381 en secondes noces à Maddalena Visconti, une sœur de Taddea) et Jean II. Avec son mari, Taddea se trouvait dans les résidences des ducs à Munich, Landshut, Burghausen et Ingolstadt.
Taddea meurt le 28 septembre 1381, à l’âge de trente ans environ. Sa fille Isabeau devient reine de France moins de quatre ans plus tard, lorsqu’elle épouse le roi Charles VI le 17 juillet 1385.